# Peneveronatus australis
Peneveronatus australis là một loài bọ cánh cứng trong họ Scirtidae. Loài này được Armstrong miêu tả khoa học năm 1953.